# Каза Маркезе (Павија)
Каза Маркезе је насеље у Италији у округу Павија, региону Ломбардија.
Према процени из 2011. у насељу је живело 89 становника. Насеље се налази на надморској висини од 389 м.